# Cynognathus
Cynognathus är en numera utdöd däggdjursliknande reptil som fanns under trias. I fossil efter Cygnognathus finns spår som pekar på att djuret var varmblodigt, det finns bland annat en däggdjursliknande uppsättning med tänder, hålrum på främre delen av skallbenet och avsaknad av revben bortom lungorna vilket tyder på ett väl utvecklat och fungerande diafragma.
Fossil som tillskrivs släktet är cirka 240 miljoner år gamla. De upptäcktes främst i Sydafrika men även i Tanzania, Zambia och Argentina. Tillhörande arter var ungefär lika stora som en hund. De hade kraftiga muskler vid käkarna och underkäken bildades huvudsakligen av ett ben där tänderna var fästa. Tänderna var liksom hos dagens däggdjur olikformade (heterodont). Det är oklart om Cynognathus hade päls.